# Sundasciurus tenuis
Sundasciurus tenuis es una especie de roedor de la familia Sciuridae. El cuerpo es de color marrón en la parte superior y gris claro en las partes inferiores. El cuerpo mide alrededor de 13-16 cm, con una cola delgada ligeramente más corta. Se alimenta de insectos, frutas blandas y cortezas.

## Distribución geográfica
Se encuentran en la península de Malaca, Singapur, Sumatra, Borneo y algunas otras islas menores de la zona (Indonesia, Brunéi, Malasia y Tailandia peninsular).

## Enlaces externos

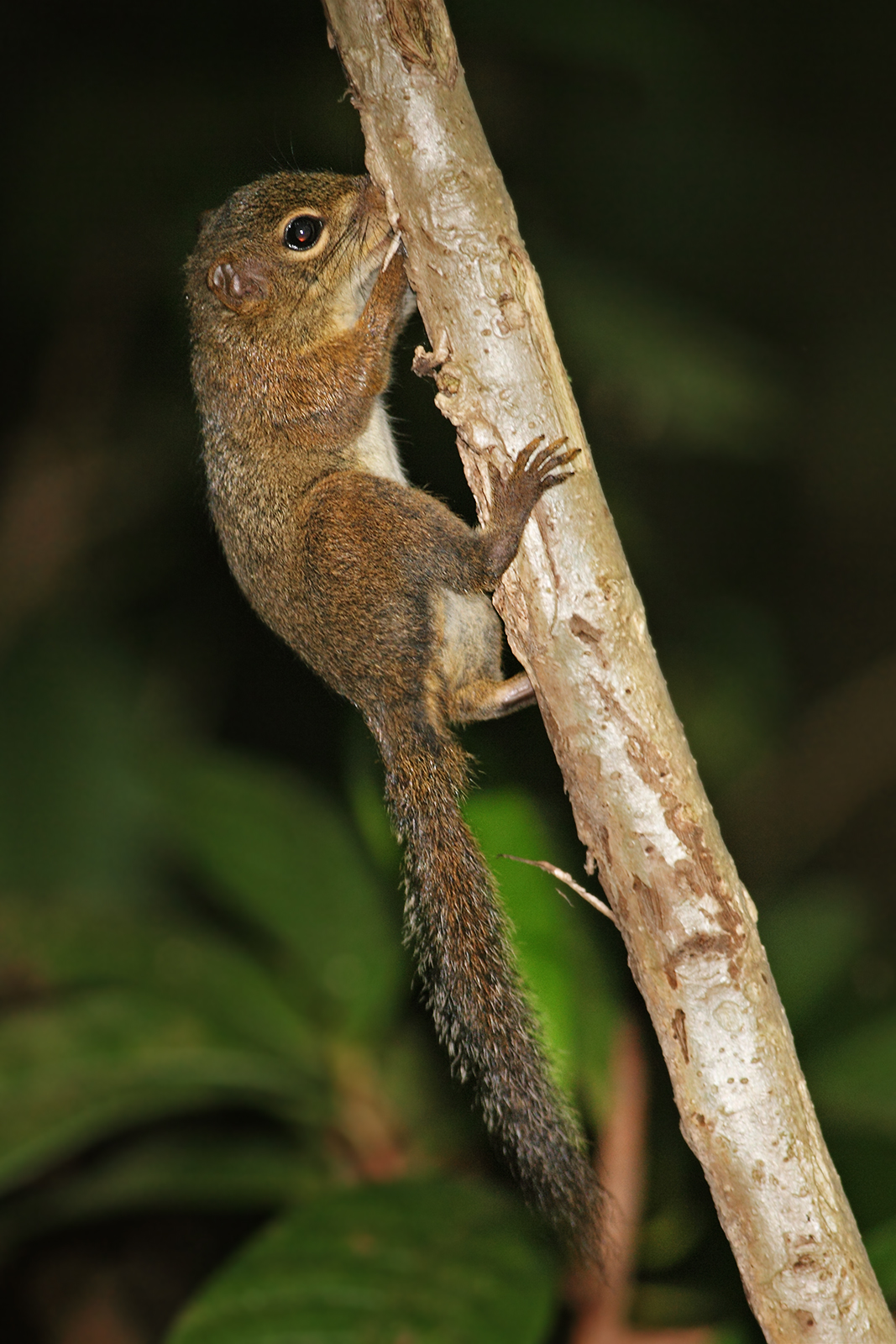
Bukit Timah hill, Singapur